# هارولد جونز (طبيب عسكري)
هارولد جونز (بالإنجليزية: Harold W. Jones) (و. 1877 – 1958 م) هو طبيب عسكري، من الولايات المتحدة الأمريكية، ولد في كامبريدج، ماساتشوستس، توفي في أورلاندو، فلوريدا، عن عمر يناهز 81 عاماً.

## التعليم
تعلم في مدرسة طب هارفرد.

## جوائز
حصل على جوائز منها:
- وسام الاستحقاق الأمريكي برتبة فيلق
- وسام الاستحقاق.